# Fuoco e sangue
Fuoco e sangue (Fire & Blood) è un'opera fantasy del 2018 dello scrittore statunitense George R. R. Martin. È uno spin-off della saga delle Cronache del ghiaccio e del fuoco incentrato sulla Casa Targaryen ed è il primo di due volumi storiografici sui sovrani Targaryen di Westeros.

## Storia editoriale
Nel 2014 Martin ha rimosso 200.000 parole da Il mondo del ghiaccio e del fuoco.
Nel febbraio 2017, Martin ha rivelato, al WorldCon 75 tenutosi a Helsinki nel 2017, ad Elio M. García Jr. che oltre al materiale che non aveva inserito ne Il Mondo del ghiaccio e del fuoco, ne ha creato altro per il libro. Il 22 luglio dello stesso anno Martin ha scritto sul suo blog di avere intenzione di pubblicare la storia in due parti per la grandezza del materiale: la prima sui sovrani da Aegon I ad Aegon III e la seconda da Aegon III alla ribellione di Robert.
L'uscita dell'opera il 20 novembre 2018 è stata annunciata da Martin il 25 aprile 2018 sul suo blog.

## Adattamento
Una serie televisiva di HBO, intitolata House of the Dragon, prequel de Il Trono di Spade, è basata sull'opera. Miguel Sapochnik e Ryan Condal sono i produttori esecutivi e gli showrunner della serie mentre Martin uno dei produttori esecutivi.

## Edizioni
- George R. R. Martin, Fuoco e sangue, illustrazioni di Doug Wheatley, Mondadori, 5 novembre 2019, ISBN 9788852098765.